# Mono (manga)
Pour les articles homonymes, voir Mono.
Mono est un yonkoma manga écrit et illustré par Afro. La série est publiée dans un premier temps dans le magazine 	Manga Time Kirara Miracle! par l'éditeur Houbunsha de mai à octobre 2017 et est ensuite transférée dans le magazine Manga Time Kirara Carat du même éditeur depuis décembre 2017.
Une adaptation en anime, produite par le studio Soigne, est diffusée à la télévision japonaise d'avril à juin 2025.

## Synopsis
Le club de photographie risque de fermer cat il est composé de deux memembres seulement : Satsuki et An. Ces dernières décident de s'unir avec Sakurako, membre du club de Cinéma, qui risque la même chose, et fondent le club Cinéphoto. Ensemble, elles explorent la beauté naturelle du Japon, testent divers gadgets high-tech, autres que le matériel photo et cinématographique, et savourent la délicieuse cuisine locale.

## Personnages
Satsuki Amamiya (雨宮 さつき, Amamiya Satsuki)
Voix japonaise : Haruna Mikawa (ja)
Il s'agit de la présidente du Club Cinéphoto, elle utilise une caméra 360°. Initialement peu intéressée par la photographie, elle a eu envie de s'y mettre après avoir rejoint le Club de Photographie et suivi l'exemple de son ancien président dont elle a beaucoup d'estimes.
An Kiriyama (霧山 アン, Kiriyama An)
Voix japonaise : Aoi Koga
Il s'agit de la meilleure amie de Satsuki et membre du Club Cinéphoto, elle utilise une caméra d'action. Elle a rejoint le club pour soutenir Satsuki, même si elle n'était initialement pas intéressée par la photographie.
Sakurako Shikishima (敷島 桜子, Shikishima Sakurako)
Voix japonaise : Hikaru Tono (ja)
Il s'agit d'un membre nonchalante du Club Cinéphoto et ancienne présidente du Club de cinéma. Elle a rejoint avec enthousiasme le Club de Photographie de Satsuki qui a mené la fusion de leurs clubs pour éviter leur dissolution.
Haruno Akiyama (秋山 春乃, Akiyama Haruno)
Voix japonaise : Reina Ueda
Il s'agit d'une mangaka qui a rencontré le Club de Cinéphoto en tant que sponsor et s'est inspirée de leurs expériences pour ses mangas. Elle vit avec sa grand-mère et possède un chat nommé Taishou, qui erre souvent à Yamanashi.
Kako Komada (駒田 華子, Komada Kako)
Voix japonaise : Yōko Hikasa
Il s'agit d'une amie de lycée d'Haruno qui travaille comme motovlogger. Elle rend souvent visite à ses anciens camarades de classe pour tourner des vidéos avec eux.
Torayo Kurokuma (玄熊虎代, Kurokuma Torayo)
Voix japonaise : Hina Yōmiya
Il s'agit d'une amie de Haruno et tout comme cette dernière, elle est mangaka mais spécialisé dans l'horreur. collègue de de lycée d'Haruno qui travaille comme motovlogger. Elle est également spécialisée dans la communication avec le surnaturel

## Manga
La série est écrite et dessinée par Afro. Elle est publiée dans un premier temps dans le magazine Manga Time Kirara Miracle! de l'éditeur Houbunsha à partir du 16 mai 2017 et s'est terminée en même temps que le magazine le 16 octobre 2017. La série est ensuite transférée dans le magazine Manga Time Kirara Carat du même éditeur à partir du 28 de la même année. L'éditeur Houbunsha Works publie les volumes en format tankōbon depuis le 25 octobre 2018. 4 volumes sont sortis au Japon depuis le 25 avril 2024.
Afro a mentionné que cette œuvre est liée à son autre série Au grand air, et que ses personnages et scènes apparaissent occasionnellement dans cette œuvre. Un chapitre de collaboration avec Au grand air a été publié dans le numéro de mars 2021 de Manga Time Kirara Carat le 28 janvier 2021.

### Liste des tomes
| no | Japonais        | Japonais          |
| no | Date de sortie  | ISBN              |
| -- | --------------- | ----------------- |
| 1  | 25 octobre 2018 | 978-4-8322-4989-9 |
| 2  | 25 février 2021 | 978-4-8322-7256-9 |
| 3  | 27 octobre 2022 | 978-4-8322-7411-2 |
| 4  | 25 avril 2024   | 978-4-8322-9543-8 |
| 5  | 26 juin 2025    | 978-4-8322-9643-5 |

## Anime
L'adaptation en anime est annoncée le 22 mars 2024. La série est produite par Aniplex, animée par le studio Soigne et sera réalisée par Ryota Aikei. Yoko Yonaiyama suppervise le scénario, Takuya Miyahara s'occupe du character design et Hajime Hyakkoku compose la musique. La série est diffusée du 13 avril au 29 juin 2025 au Japon sur Tokyo MX et d'autres chaines,. La version francophone est diffusée en simulcast sur la plateforme en ligne Crunchyroll.
Le générique de début est Many Merry Memories! (メニメリ・メモリーズ！, litt. « De nombreux souvenirs joyeux »), interprété par Cinephoto-bu, un groupe composé de Haruna Mikawa (ja), Aoi Koga et Hikaru Tono (ja) dans leurs rôles respectifs, tandis que Halca interprète le générique de fin intitulé Weekend Roll (ウィークエンドロール).

### Liste des épisodes
| No | Titre français                                                  | Titre japonais                                                                                    | Titre japonais                                                                                                 | Date de 1re diffusion |
| No | Titre français                                                  | Kanji                                                                                             | Rōmaji | Date de 1re diffusion |
| -- | --------------------------------------------------------------- | ------------------------------------------------------------------------------------------------- | --- | --------------------- |
| 1  | Le voyage                                                       | monoの旅                                                                                          | mono no tabi                                                                                                   | 13 avril 2025         |
| 2  | Photo aérienne et vlog moto                                     | メイキング・オブ・空撮!! / クラスメイト訪ねて三千里～モトブログパート12～                         | Meikingu Obu kūsatsu!! / Kurasumeito tazunete sanzenri ~Motoburogu pāto 12~                                    | 20 avril 2025         |
| 3  | Tournée des lieux emblématiques avant le lancement de l’anime ! | アニメ化直前!!地獄の弾丸聖地巡礼スタンプラリー!!                                                  | Anime-ka chokuzen!! Jigoku no dangan seichi junrei sutanpurarī!!                                               | 27 avril 2025         |
| 4  | Domaine viticole et rallye photo                                | 癒し系マンガ家ワイナリー巡り～モトブログパート13～ / まんぷくフォトラリー～満腹中枢神経完全破壊～ | Iyashikei mangaka wainarī meguri ~Motoburogu pāto 13~ / Manpuku fotorarī: Manpuku chuusuu shinkei kanzen hakai | 4 mai 2025            |
| 5  | Charcuterie et exorcisme                                        | ～生ハム山梨物語～ / 心霊スポット憑依事件                                                         | ~Hahamu yamanashi monogatari~ / Shinrei supotto hyōi jiken                                                     | 11 mai 2025           |
| 6  | Sphères divines et curry                                        | 山梨で完璧な丸石道祖神を激写する！ / 山梨でカレー、食べます                                       | Yamanashi de kanpeki na maruishi dōsoshin o gekisha suru! / Yamanashi de karē, tabemasu                        | 18 mai 2025           |
| 7  | Première adaptation et promenade à Minobu                       | 初めてのアニメ化 / 漫画家集結！身延ウォーカー                                                     | Hajimete no anime-ka / Mangakka shūketsu! Minobu uōkā                                                          | 25 mai 2025           |
| 8  | Excursion à Nagano - Première nuit                              | 試験に出る長野・富山の旅 第１夜                                                                   | Shiken ni deru Nagano・Toyama tabi dai ichi yoru                                                               | 1er juin 2025         |
| 9  | Excursion à Nagano - Deuxième nuit                              | 試験に出る長野・富山の旅 第２夜                                                                   | Shiken ni deru Nagano・Toyama tabi dai ni yoru                                                                 | 8 juin 2025           |
| 10 | Excursion à Nagano - Troisième jour                             | 試験に出る長野・富山の旅 第３夜                                                                   | Shiken ni deru Nagano・Toyama tabi dai san yoru                                                                | 15 juin 2025          |
| 11 | Tournée des glaces pilées de Yamanashi                          | 山梨かき氷マップ完全制覇                                                                          | Yamanashi kakigōri mappu kanzen seiha                                                                          | 22 juin 2025          |
| 12 | Un film d'horreur, ça vous dit ?                                | POVホラーどうでしょう                                                                             | POV Horā dō deshou                                                                                             | 29 juin 2025          |

### Annotations
1. ↑  Les titres français de l'adaptation en anime proviennent de Crunchyroll.